# Cryptonychini
Tribu
Les Cryptonychini sont une tribu de cassides. 

## Genres
- Aulostyrax Maulik, 1929
- Brontispa Sharp, 1904
- Calamispa Gressitt, 1957
- Caledonispa Uhmann, 1952
- Callistola Dejean, 1837
- Ceratispa Gestro, 1895
- Cryptonychus Gyllenhal, 1817
- Drescheria Weise, 1922
- Gestronella Weise, 1911
- Gyllenhaleus Weise, 1903
- Ischnispa Gressitt, 1963
- Isopedhispa Spaeth, 1936
- Nesohispa Maulik, 1913
- Octodonta Chapuis, 1875
- Oxycephala Guérin-Méneville, 1838
- Palmispa Gressitt, 1960
- Plesispa Chapuis, 1875
- Stephanispa Gressitt, 1960
- Teretrispa Gressitt, 1960
- Torquispa Uhmann, 1954
- Xiphispa Chapuis, 1878